# Ponte di Tacoma Narrows
Il ponte di Tacoma Narrows (in inglese Tacoma Narrows Bridge) è una struttura realizzata a partire dal 1938 sul canale Tacoma Narrows, nello stato di Washington, unendo le città di Tacoma e Gig Harbor. Inaugurato nel 1940, per l'epoca fu il terzo ponte sospeso più lungo del mondo dopo il Golden Gate Bridge di San Francisco e il George Washington Bridge di New York.
A seguito del suo parziale, ma rovinoso, crollo, il ponte fu smantellato e ricostruito secondo un altro progetto nel 1950. Dal 2007 la struttura è stata affiancata da un altro ponte sospeso parallelo, rendendo il Tacoma Narrows Bridge la più lunga coppia di ponti sospesi al mondo.

## Storia

### I progetti preliminari
Il desiderio di costruire un ponte tra Tacoma e la penisola di Kitsap risale al 1889 con una proposta da parte della Northern Pacific Railway, tuttavia gli studi per alcuni progetti avvennero soltanto nel 1923, quando la Camera di Commercio di Tacoma promosse una campagna di raccolta fondi. Vennero consultati diversi ingegneri noti al tempo, tra cui  Joseph B. Strauss che fu capo ingegnere del cantiere del Golden Gate Bridge, e David B. Steinman, che al momento era già impegnato alla progettazione del Mackinac Bridge. Quest'ultimo presentò anche un progetto preliminare nel 1929, tuttavia nel 1931 la Camera di Commercio di Tacoma decise di annullare l'accordo sulla base del fatto che Steinman non era sufficientemente attivo nell'ottenere finanziamenti.
Fin dall'inizio, infatti, il finanziamento del ponte fu un problema: le entrate derivanti dai pedaggi proposti non sarebbero state sufficienti a coprire i costi di costruzione, ma fortunatamente giunsero i sostegni economici derivati dalla U.S. Navy, che operava nei vicini cantieri navali dello stretto di Puget, a Bremerton, e dalla U.S. Army, che gestiva la base di Fort Lewis, vicino a Tacoma.

### Il progetto definitivo
Nel 1937 vennero presentati due nuovi progetti. Il primo fu quello di Clark Eldridge, un ingegnere del luogo che presentò anche un dettagliato studio sulla resistenza al carico del vento e sui ponti sospesi. Il secondo progetto presentato fu quello di Leon Salomon Moisseiff, noto ingegnere di New York che aveva già lavorato come progettista e consulente per il Golden Gate Bridge. Moisseiff sostenne la sua teoria che prevedeva una campata più sottile ma più rigida, costituita da travi di acciaio alte 2,4 metri piuttosto che realizzare la consueta struttura aperta a traliccio, più alta, complessa e costosa da costruire e prevista anche nel progetto del concorrente. 
Questo dettaglio progettuale avrebbe significato un aspetto del ponte più slanciato ed elegante ma soprattutto avrebbe consentito anche di ridurre i costi di costruzione a sei milioni di dollari, contro gli oltre undici previsti dal progetto di Eldridge.

### La costruzione del primo ponte (1940)
Il 23 giugno 1938, il progetto di Moisseiff venne approvato dalla Federal Works Agency con lo stanziamento di fondi da parte dei finanziatori. Il cantiere del ponte venne aperto il 27 settembre 1938 e durò diciannove mesi ma già durante il completamento dei lavori venne notata una certa propensione all'oscillazione della campata.
Per ovviare a questo inconveniente vennero adottate delle contromisure. Dapprima le travi della campata vennero ancorate a blocchi di cemento posti sulla riva del fiume sottostante mediante cavi di acciaio fissati su ambo i lati, tuttavia questo espediente si rivelò inefficace poiché i cavi si spezzarono poco tempo dopo la loro posa. 
In alternativa vennero installati dei cavi passanti trasversali alla campata e anch'essi ancorati a riva; quest'ultima misura preventiva fu quella definitiva ma non ridusse significativamente l'oscillazione ondulatoria della struttura, che continuò a oscillare verticalmente a partire da lievi raffiche di vento di soli 7 km/h.
Tuttavia i lavori si conclusero nei tempi previsti e il ponte fu inaugurato dalle maggiori autorità civili e militari del luogo il 1º luglio 1940 e, anche in quel frangente, venne notata una lieve oscillazione della struttura, che comunque fu giustificata dal fatto che il ponte manifestava la sua elasticità come punto di forza.
Nei mesi seguenti per la popolazione attraversare il ponte divenne una moda oltre che una necessità, osservarlo da riva quasi un divertimento, tanto da arrivare a nominarlo "Galloping Gertie"; effettivamente nei giorni di maggior vento le oscillazioni verticali potevano raggiungere anche il metro di ampiezza. 
Tutto ciò allarmò i progettisti, che riprodussero un nuovo modello in scala 1:100 e lo fecero esaminare in galleria del vento; il risultato fu allarmante: il ponte era pericoloso.

### Il crollo
Durante i mesi successivi, nonostante l'installazione dei cavi ancorati a riva, le oscillazioni continuarono e si resero maggiormente visibili durante le giornate particolarmente ventose. Sfortunatamente intorno alle ore dieci della mattina del 7 novembre del 1940, a poco più di quattro mesi dalla sua inaugurazione, il ponte si mise a oscillare e torcersi paurosamente per via delle forti raffiche di vento, tanto da essere immediatamente evacuato e chiuso al traffico; circa due ore dopo, a seguito delle vistose torsioni della campata centrale che raggiunsero i 70° di inclinazione, si ruppero alcuni tiranti, la struttura raggiunse il punto di rottura e la campata centrale collassò, precipitando in acqua.
A documentare l'accaduto vi furono Leonard Coatsworth, un giornalista che rimase sul posto, e Barney Elliott, un commerciante di un negozio di apparecchiature fotografiche che riprese l'episodio con una sua cinepresa; entrambi riuscirono a salvarsi. Tubby, il cane di Coatsworth, fu l'unica vittima del disastro del Tacoma Narrows Bridge, annegato all'interno della vettura del giornalista che precipitò in acqua. Ci fu anche un tentativo di salvare Tubby durante una pausa delle raffiche di vento, ma il cane era vecchio, zoppo e troppo spaventato per abbandonare la vettura, tanto da aggredire uno dei soccorritori.

### Le indagini e le probabili cause
Una commissione formata dalla Federal Works Agency esaminò il crollo del ponte. Essa comprese Othmar Ammann e Theodore von Kármán. Senza trarre conclusioni definitive, la commissione esplorò tre possibili cause di cedimento: l'effettiva mancanza di aerodinamica che generò vibrazioni autoindotte nella struttura, eventuali difetti al materiale di costruzione e la casualità degli effetti fatali generati dalla turbolenza e dalla velocità del vento.
L'ingegnere italiano Giulio Krall fu tuttavia il primo (nel 1945) a indicare una spiegazione tecnica del crollo, calcolando la velocità critica del vento che innescava il fenomeno delle oscillazioni in 67 km/h, praticamente quasi coincidente con l'effettiva velocità del vento di quel giorno. Nella sua analisi Krall confermò che le cause del cedimento furono dovute alle vibrazioni autoeccitate indotte dal distacco periodico dei vortici di von Kármán, ovvero quel fenomeno di instabilità aeroelastica detto anche flutter, che produce delle forzanti armoniche sulla struttura che in questo caso si sono verificate fatali. Infatti, sotto l'azione di un vento costante alla velocità critica, la scia dei vortici di von Kármán restituiva alla struttura delle forze e coppie pulsanti alla stessa frequenza propria della struttura innescando così un fenomeno di risonanza con spostamenti e rotazioni dell'impalcato via via crescenti e non limitate da un adeguato smorzamento (come ben si vede nel drammatico filmato del crollo).

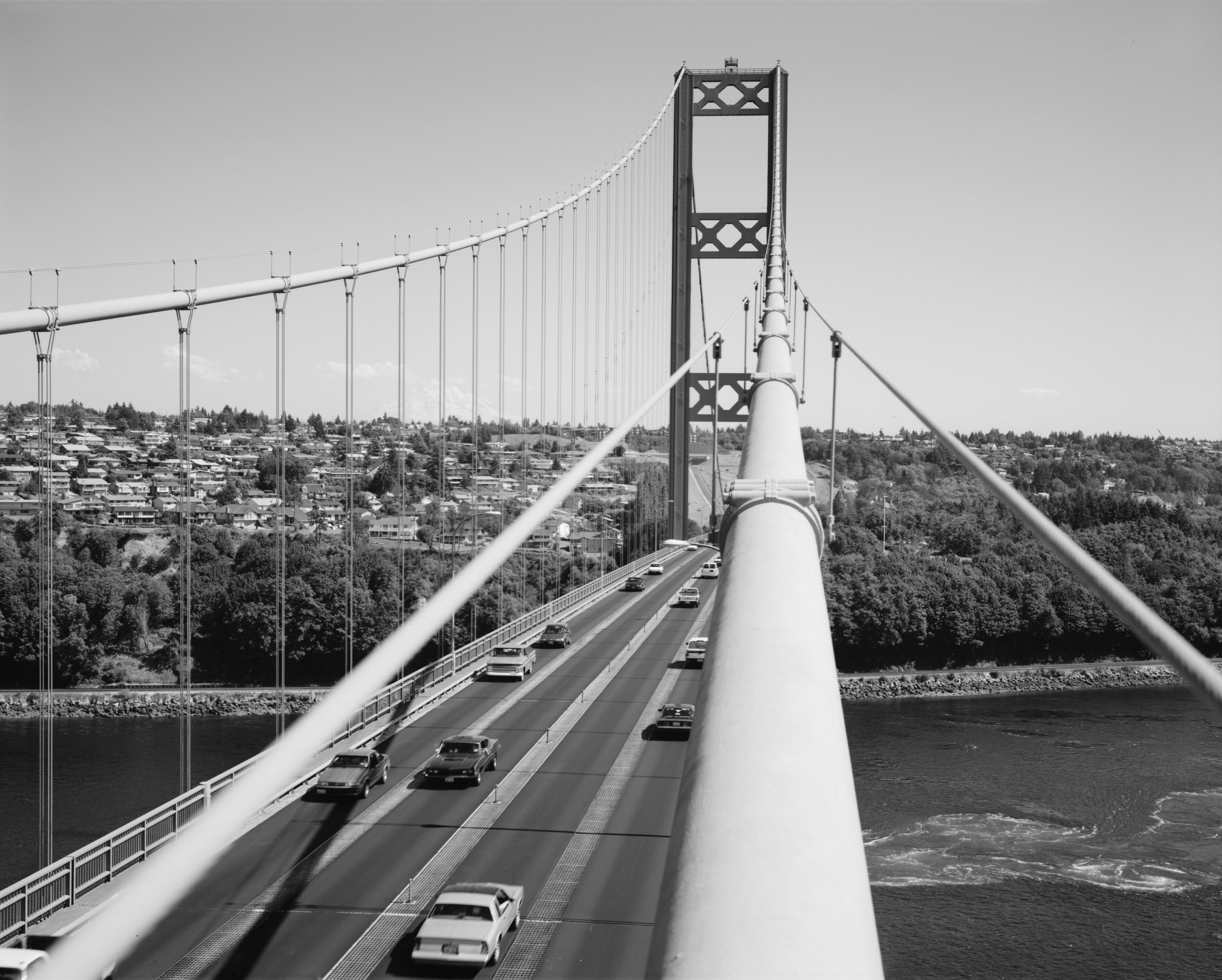
Il nuovo ponte, inaugurato nel 1950, in una fotografia scattata in anni successivi

Un dettaglio tecnico non trascurabile che ha fortemente inciso sul collasso è stato infine individuato nella struttura stessa della campata, con quella superficie uniforme ma completamente priva di spazi attraverso cui farsi attraversare dall'aria, come sarebbe avvenuto in una struttura aperta a traliccio. Questo dettaglio fu uno degli errori progettuali principali che rese la struttura troppo vulnerabile al carico del vento. Un altro fattore che probabilmente contribuì al collasso, anche se in misura minore, fu l'inefficacia degli ammortizzatori idraulici installati tra le due torri e l'impalcato del ponte per attenuare il movimento longitudinale della campata principale; con tutta probabilità le loro guarnizioni in gomma furono danneggiate dalla sabbiatura eseguita prima di procedere alla verniciatura finale della struttura con il caratteristico colore verde chiaro.
A causa della scarsità dei materiali dovuta alla seconda guerra mondiale e del tempo necessario per lo smantellamento del resto della struttura, nonché delle macerie precipitate in acqua, occorsero circa dieci anni per riprogettare e ricostruire completamente un ponte sostitutivo, facendo tesoro della drammatica esperienza.

### La ricostruzione del ponte (1950)
Nel 1948 il ponte fu riprogettato, ricostruito e inaugurato nel 1950. Venne realizzato con torri e campata più larghi ma soprattutto con un più alto coefficiente di rigidezza torsionale e una maggiore capacità di smorzamento, grazie alla realizzazione di una campata caratterizzata da una struttura a traliccio decisamente più stabile nei confronti della resistenza al vento.
Anch'esso fu verniciato con lo stesso verde chiaro del precedente e per l'epoca divenne nuovamente il terzo ponte sospeso più grande del mondo dopo il Golden Gate Bridge e il George Washington Bridge.

### Il secondo ponte (2007)

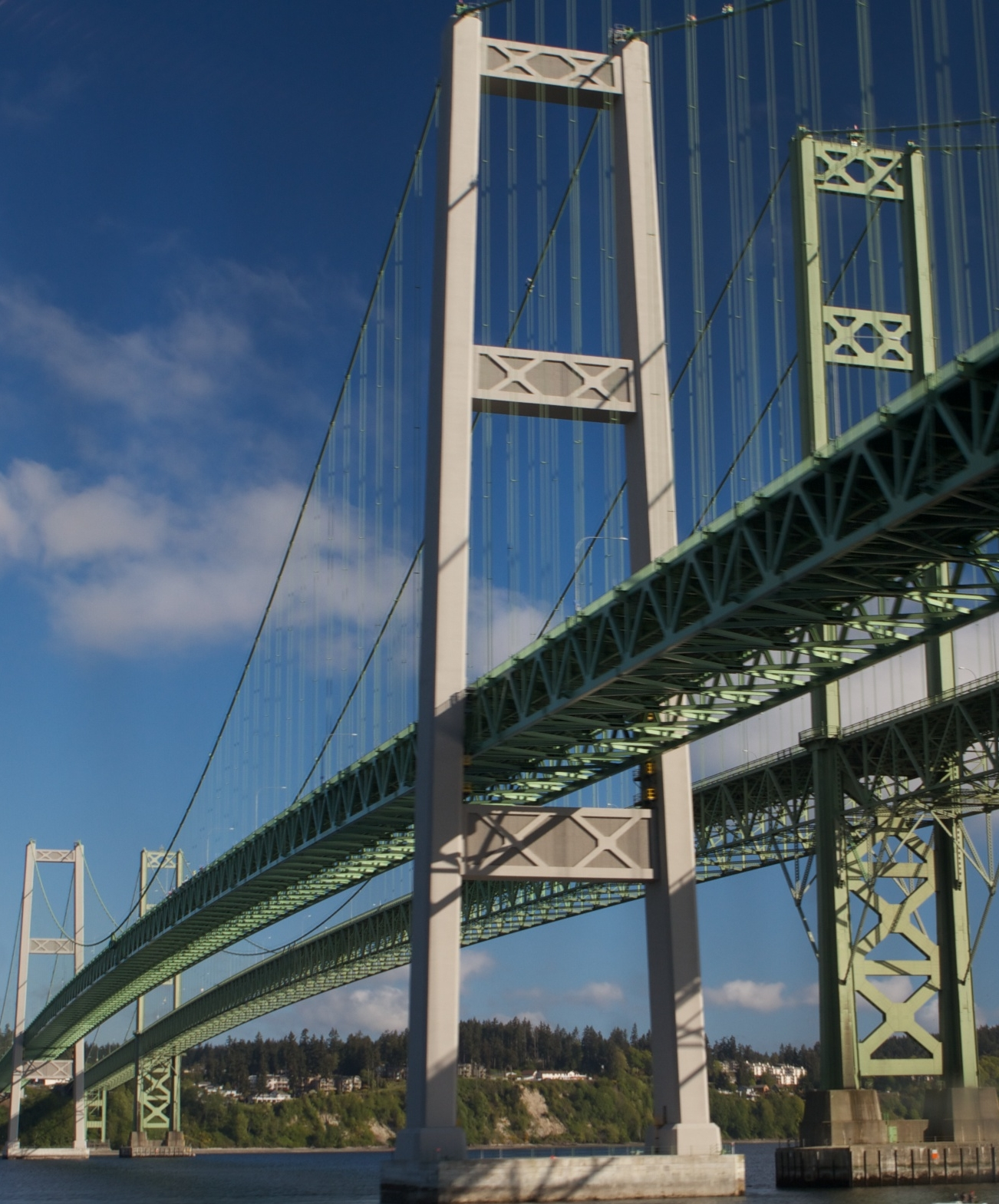
I due ponti nel 2007

L'aumento della popolazione nella penisola Kitsap ha portato a un consistente aumento del traffico e quindi a superare la capacità di peso del ponte. Nel 2002 è stata quindi deliberata la decisione di diversificare i flussi di traffico e di costruire un secondo ponte parallelo, inaugurato il 7 luglio 2007, per far transitare il traffico diretto a est, mentre il ponte del 1950 viene utilizzato per il transito del traffico nella sola direzione ovest.

## Caratteristiche
I ponti realizzati sono tutti di tipo sospeso, con due torri ciascuno e contano tutti una lunghezza di circa 853 metri. 
Ognuno dei due attuali ponti conta quattro corsie a senso unico di marcia, per una larghezza complessiva di circa 26 metri ciascuno.
Il primo ponte inaugurato nel 1940 era più stretto, circa 12 metri, e contava soltanto due corsie, una per ciascun senso di marcia.

### Esplicative
1. ↑  «Intorno a me sentivo il rumore delle crepe nel cemento. Ero tornato nuovamente alla vettura per prendere Tubby, il mio cane, ma sono stato sbalzato prima che potessi raggiungerlo; l'automobile stessa cominciò a scivolare da un lato all'altro della carreggiata. Ho realizzato che il ponte si stava sgretolando e la mia unica speranza era ritornare a riva. Strisciai sulle mani e sulle ginocchia per la maggior parte del tempo verso le torri... arrivato verso riva ho cercato di alzarmi in piedi e di correre qualche metro alla volta. Una volta arrivato al casello d'accesso mi voltai e vidi il ponte crollare e la mia automobile precipitare nell'acqua.»

### Bibliografiche
1. 1 2   Copia archiviata, su wsdot.wa.gov. URL consultato il 14 giugno 2018 (archiviato dall'url originale il 13 giugno 2018).
2. 1 2 3 4 5 6  Rita Robison, 1994.
3. 1 2 3  https://www.youtube.com/watch?v=Xt64WmeAhiM&list=PL2lINxrz_e_dTi9hn-xnl2xXAip6PSt-Q
4. ↑  Rita Robison. Tacoma Narrows Bridge Collapse. In When Technology Fails, editore Neil Schlager, pp. 18–190. Detroit: Gale Research, 1994.
5. ↑   Account testimoni oculari, in Tacoma Narrows Bridge history, WDOT. URL consultato il 27 giugno 2018 (archiviato dall'url originale l'8 settembre 2008).
6. ↑   Copia archiviata, su wsdot.wa.gov. URL consultato il 14 giugno 2018 (archiviato dall'url originale il 6 marzo 2012).
7. 1 2 3  Giulio Krall, 1950, pp. 124-183, volume 20.
8. ↑   Copia archiviata, su wsdot.wa.gov. URL consultato il 14 giugno 2018 (archiviato dall'url originale il 5 marzo 2019).